# Günter Hermann Ewen
Günter Hermann Ewen (* 1962 in Dillingen/Saar; † 18. Mai 1999 in Strassen, Luxemburg) war ein deutscher Amokläufer. Er tötete am 16. Mai 1999 in seiner Heimatstadt Dillingen vier Menschen und einen weiteren in der benachbarten französischen Kleinstadt Sierck-les-Bains und verletzte elf andere zum Teil schwer. Zwei Tage später erschoss er sich auf der Flucht vor der deutschen und französischen Polizei in einem Hotel in Strassen in Luxemburg.

## Leben
Günter Hermann Ewen war gelernter Betonbauer. Der als schweigsam und sensibel beschriebene Mann hatte bereits mit zwölf Jahren angefangen zu trinken. Früh fiel er als Spanner und Exhibitionist auf. 1993 wurde er wegen Vergewaltigung und Nötigung zu fünf Jahren Freiheitsstrafe verurteilt, von denen er drei absaß. Anschließend trieb er sich ziellos in der Dillinger Kneipenszene herum.

## Tat
Ewen besuchte am 16. Mai 1999 eine Diskothek in Dillingen. Im Laufe des Abends wurde er aus dem Lokal gewiesen, weil er nicht bezahlen konnte. Er besorgte sich bei einem befreundeten Sportschützen eine Pumpgun und eine Magnum. Danach ging er zurück zur Diskothek, wo er zunächst den Geschäftsführer und einen Türsteher erschoss und anschließend in die Menge feuerte. Dabei verletzte er acht Personen. Anschließend tötete er ein französisch-britisches Ehepaar aus der Nachbarschaft mit mehreren Schüssen. Der französische Ehemann hatte ihn Anfang des Jahres als Kronzeuge in einem Diebstahl- und Betrugsprozess schwer belastet. Ewen war damals jedoch freigesprochen worden. Auch die elfjährige Tochter wurde bei dieser Tat schwer verletzt.
Anschließend fuhr er nach Sierck-les-Bains in Frankreich und erschoss dort einen 39-jährigen Familienvater beim Versuch, dessen Auto zu stehlen. Während seiner Flucht raubte er zwei Autos aus und verletzte dabei die Fahrerin eines Wagens sowie einen Feuerwehrmann.
Auf der anschließenden Flucht setzte er sich nach Luxemburg ab, wo er sich in einem Hotel vor der Polizei versteckte. Dort nahm er sich das Leben, als sich die Polizei näherte.